# Zygaspis nigra
Zygaspis nigra är en ödleart som beskrevs av den brittiske herpetologen Donald George Broadley och Carl Gans 1969. Zygaspis nigra ingår i släktet Zygaspis, och familjen Amphisbaenidae. IUCN kategoriserar arten globalt som livskraftig. Inga underarter finns listade.

## Utbredning
Zygaspis kafuensis förekommer  i östra Angola, västra Zambia, i norra Namibia och i Botswana.